# Maries-Tanne
Die Maries-Tanne (Abies mariesii) ist eine Pflanzenart aus der Familie der Kieferngewächse (Pinaceae). Sie kommt endemisch auf der Japanischen Hauptinsel Honshū vor.

## Beschreibung

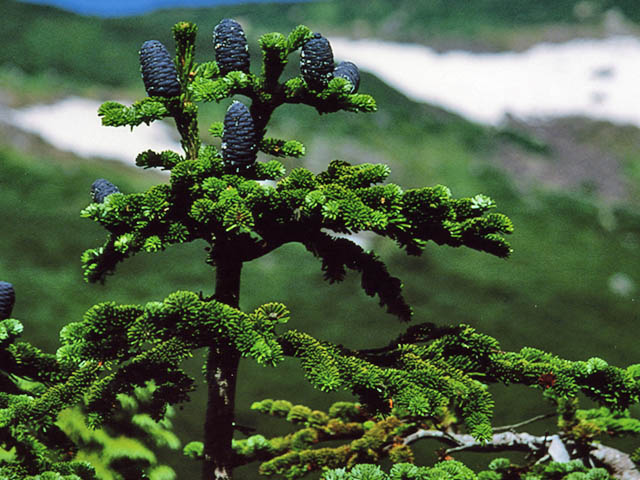
Krone mit Zapfen

Die Maries-Tanne wächst als immergrüner Nadelbaum, der Wuchshöhen von 24 bis 26 Metern und einen Stammumfang von bis zu 2 Meter erreichen kann. An der Baumgrenze wächst die Art auch als 3 bis 5 Meter hoher Strauch. Der gerade Stamm endet in einer ovalen oder an der Spitze abgeflachten Krone. Die hellgraue oder graublaue Borke ist glatt und weist blaurote Einsprenkelungen auf. Bei älteren Bäumen nimmt sie eine fast weiße Färbung an. Junge Zweige sind behaart und haben eine dunkelbraune bis rötlichgraue Rinde.
Die kugeligen Knospen sind rotbraun bis graubraun gefärbt und leicht harzig. Die Nadeln werden 0,8 bis 2 Zentimeter lang und 2 bis 2,5 Millimeter breit. Sie stehen spiralig angeordnet und dicht gedrängt an der Oberseite der Zweige und überlappen sich dabei. Die Nadelspitze ist entweder abgerundet oder gespalten. Während die Nadeloberseite hellgrün gefärbt ist, weist die harzige Nadelunterseite eine blaugrün-gelbliche bis weißliche Färbung auf. An der Nadelunterseite findet man sieben Stomatareihen.
Die Maries-Tanne ist einhäusig-getrenntgeschlechtig (monözisch). Sie blüht im Juni. Die rund 15 Millimeter langen, zylindrischen männlichen Blütenzapfen sind dunkel rötlich bis gelblichrot gefärbt. Die elliptischen Zapfen sind an der Spitze abgeflacht und werden 7 bis 15 Zentimeter lang und 4 bis 5 Zentimeter dick. Zur Reife von September bis Oktober sind sie dunkelblau bis schwarz-rotbraun gefärbt. Die verkehrt-eiförmigen Samen werden zwischen 6 und 9 Millimeter lang und sind gelblich-rot gefärbt. Jeder Samen besitzt einen 8 bis 10 Millimeter lagen Flügel, der an der Oberseite rosarot und an der Unterseite hellbraun gefärbt ist.
Die Chromosomenzahl beträgt 2n = 24.

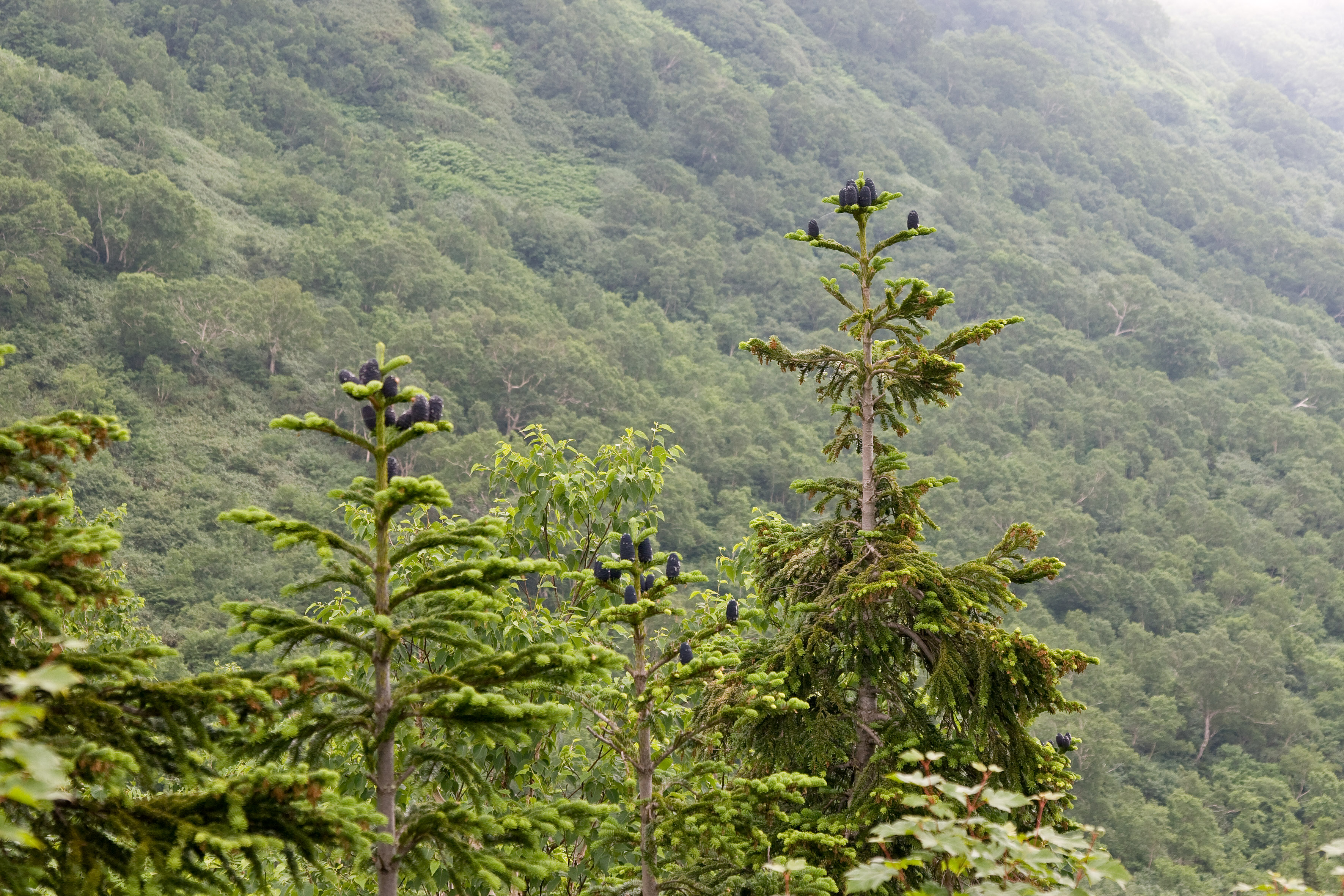
Maries-Tanne (Abies mariesii)

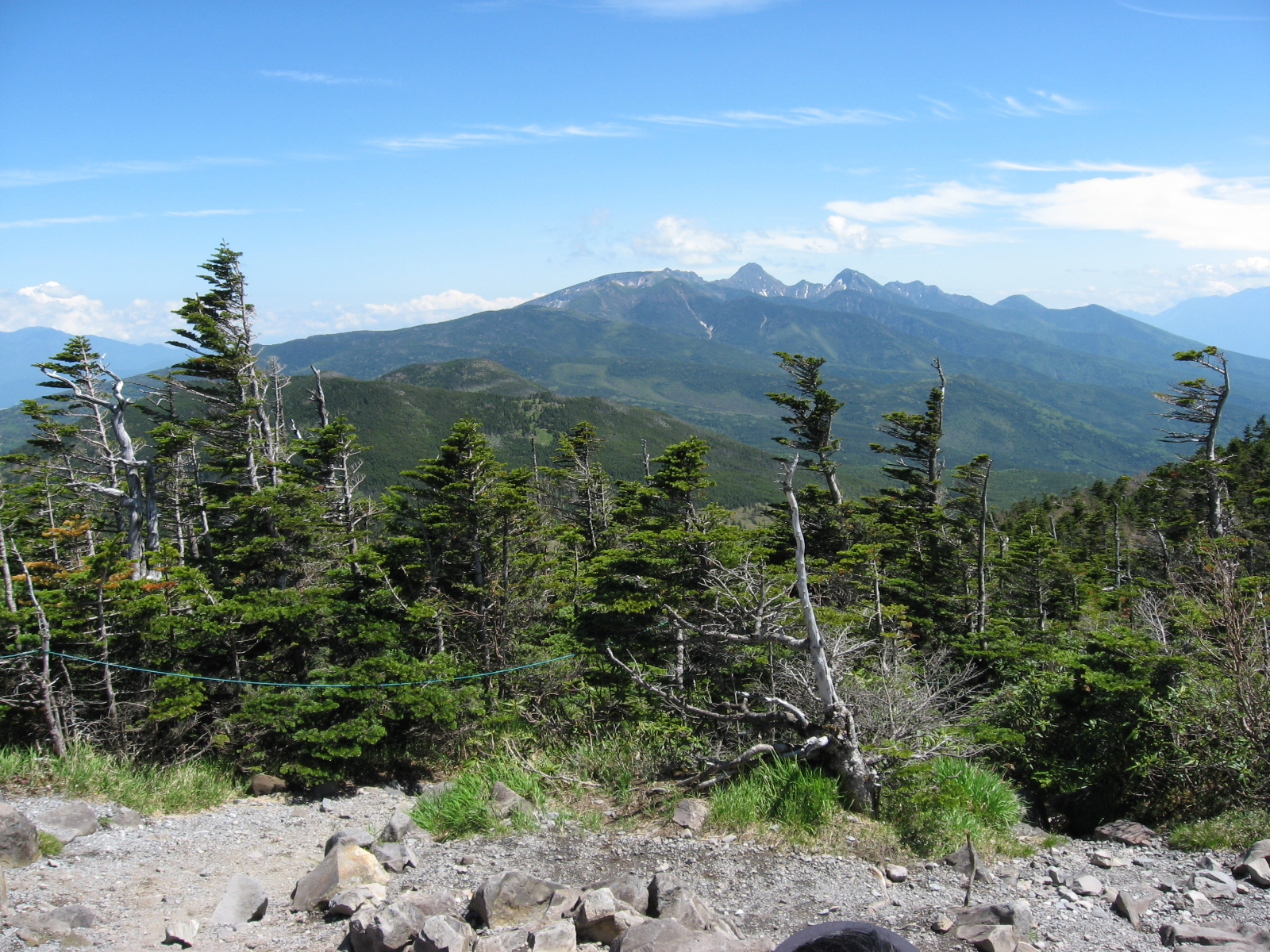
Maries-Tanne vom Berg Kitayokadake

## Verbreitung und Standort
Die Maries-Tanne kommt nur in Nord- und Zentral-Honshū vor. Man findet sie dort in Höhenlagen von 100 bis 2900 Metern.
In Zentral-Honshū bildet die Maries-Tanne gelegentlich Mischbestände mit Veitchs Tanne (Abies veitchii).

## Systematik
Die Maries-Tanne wird innerhalb der Gattung der Tannen (Abies) der Sektion Amabilis zugeordnet. Die Erstbeschreibung erfolgte 1873 durch Maxwell Tylden Masters in Gard. Chron., ser. 2, Band 12: Seite 789. Ein Synonym für die Art ist Pinus mariesii (Mast.) Voss.

## Gefährdung und Schutz
Die Maries-Tanne wird in der Roten Liste der IUCN als „nicht gefährdet“ geführt. Es wird jedoch darauf hingewiesen, dass eine neuerliche Überprüfung der Gefährdung nötig ist.